# 佐田岬メロディーライン

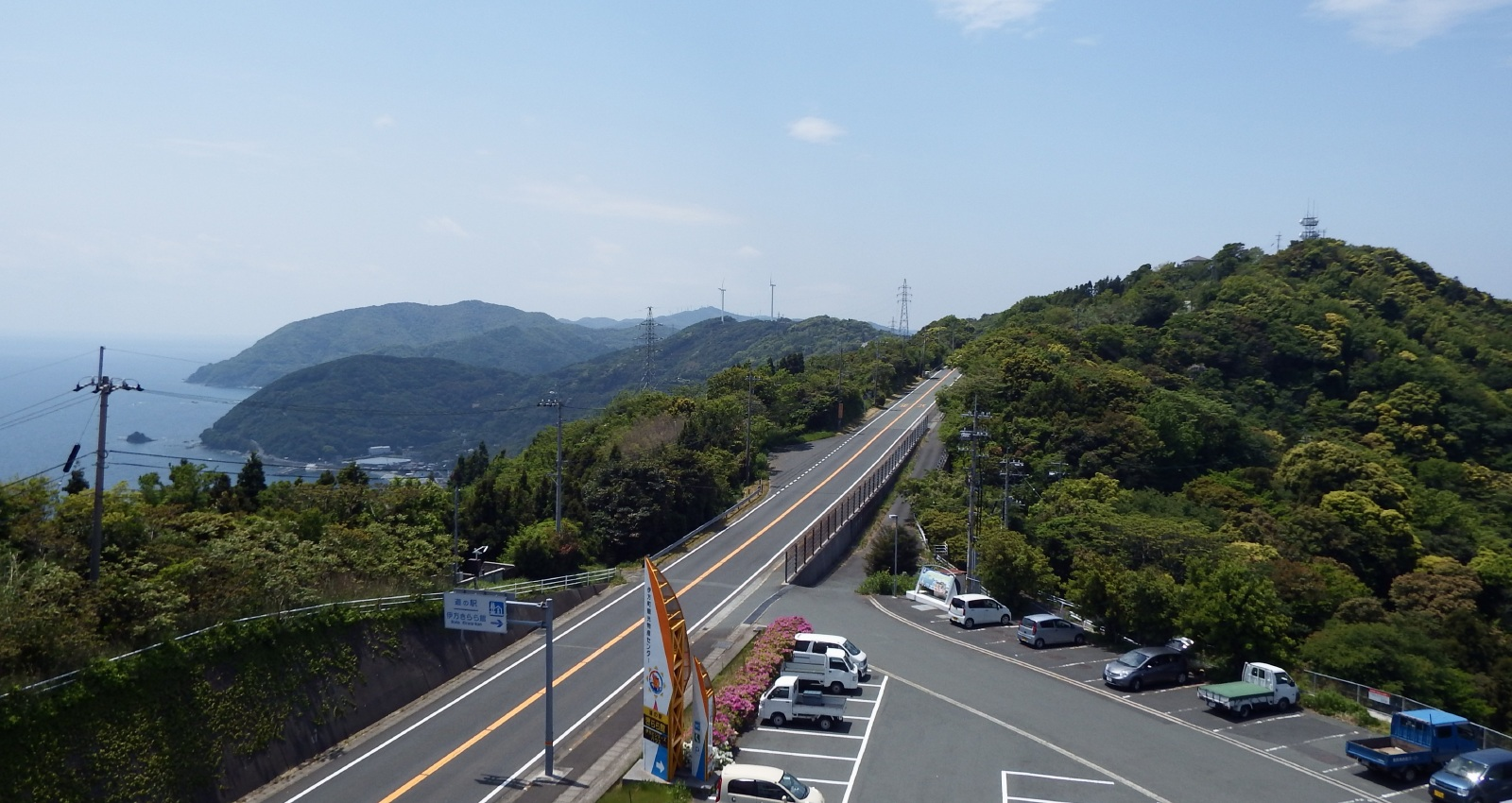
メロディーライン（道の駅伊方きらら館付近）

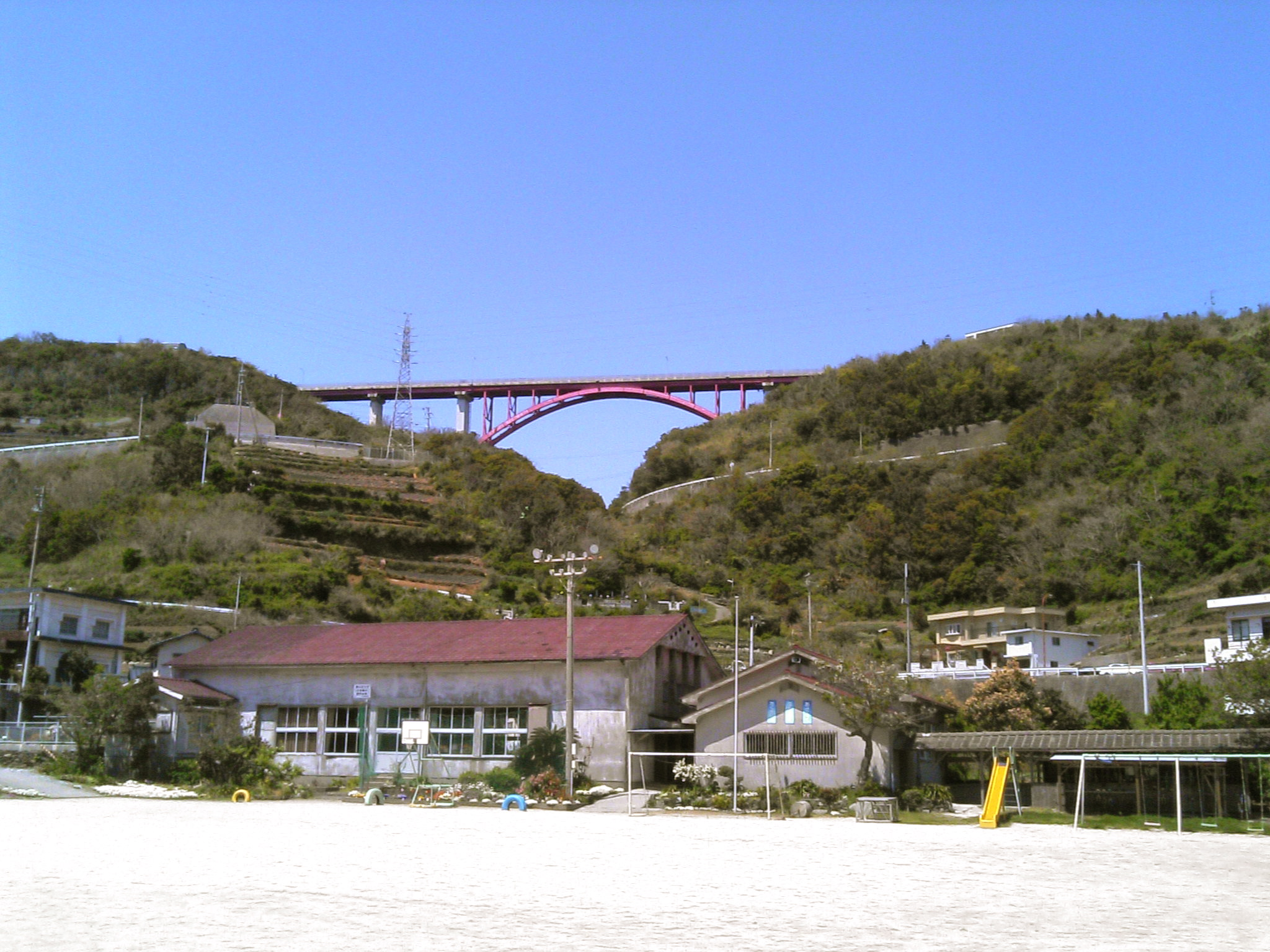
堀切大橋

佐田岬メロディーライン（さだみさきメロディーライン）は、国道197号のうち、愛媛県八幡浜市から西宇和郡伊方町までの区間の愛称である。佐田岬半島の尾根に沿って半島の付け根から先端まで伸びており、頂上線と呼ばれる。

## 概要
日本一細長いと評される佐田岬半島の中央線上の尾根伝いを貫く左右眼下に瀬戸内海、宇和海を見渡せる位置にあり、八幡浜市の国道378号交点から伊方町にある三崎港までの国道197号の約40キロメートルある一部区間を指す道路の愛称である。「メロディー」の由来は、風と潮騒、野鳥のさえずり等の自然の音が聞こえる佐田岬半島のイメージから想起されたもので、のちに、一部区間のメロディー道路工法の舗装路面より、タイヤの走行ノイズ音によって車が曲を奏でるようにも道路が作られている。

### 路線データ
- 起点：八幡浜市
- 終点：西宇和郡伊方町三崎
- 延長：38.9 km
- 車線数：完成2車線

## 歴史
以前の国道は、海岸線に沿った幅員が狭く、線形が悪く、台風等の降雨時にはたびたび地滑りで通行止めになっていた。また、四国ではかつて、この区間の道路状況の酷さから国道197号の語呂合わせで、「イクナ（行くな）酷道」「酷道イクナ線」と呼んでいた。ルートの中間付近にはトンネルが連続するところがある。
当道路の開通は、国道九四フェリーの増便へとつながり、八幡浜 - 臼杵を運航する宇和島運輸、九四オレンジフェリーにも少なからず影響を与えた。開通を記念して、佐田岬メロディーライン駅伝競走大会が昭和63年から開催されている。

### 年表
- 1970年（昭和45年）：事業着手
- 1976年（昭和51年）8月12日：八幡浜市内部1.1km完成
- 1976年（昭和51年）12月21日：三崎トンネル開通
- 1987年（昭和62年）12月4日：完成
- 2011年（平成23年）2月25日：「メロディー道路」完成記念式典を開催[3]

## 路線状況
稜線部にある見晴らしの良い快走路で、沿道には道の駅が2箇所あり、人気のドライブコースとなっている。10 kmの地点に道の駅伊方きらら館、そこから7 km地点に道の駅佐田岬半島ミュージアム、さらに進むと大久展望台の3つの休憩所がある。八幡浜港や三崎港からフェリーが出ており、九州へ渡ることが可能。三崎港から国道九四フェリーが運航しており、重要なアクセス路線となっている。
国道197号ではスリップや速度超過による事故が多いため、愛媛県では交通事故抑制効果と新たな観光資源となることを期待し、アスファルト舗装の表面に溝を掘って、タイヤ接地面のロードノイズで音を奏でる「メロディー道路」の工法を、四国初の道路として導入した。路線中間地点付近にあたる、道の駅佐田岬半島ミュージアム前の国道を八幡浜方面へ走ると、約430 mの区間で「みかんの花咲く丘」のメロディーが鳴る。

### 道路施設
- 大峠トンネル（八幡浜市）
- 丸岡トンネル（伊方町中浦）
- 中浦トンネル（伊方町中浦 - 川永田）
- 川永田トンネル（伊方町川永田）
- 九町トンネル（伊方町川永田 - 九町）
- 塩成第一トンネル（伊方町塩成）
- 塩成第二トンネル（伊方町塩成 - 川之浜）
- 川之浜第四トンネル（伊方町川之浜）
- 名取トンネル（伊方町名取 - 二名津）
- 三崎トンネル（伊方町二名津 - 三崎）

## 地理
四国の西に細長く突き出した佐田岬半島の尾根筋に延び、緩やかなカーブが続く高台にある道路。南側の宇和海の展望がよい当道路から、宇和海を航行する宇和島運輸、九四オレンジフェリーを見ることができる。権現山付近の「せと風の丘」と呼ばれる山の上には11基の風力発電の風車群も見られる。権現山の山頂や風車群にアクセスできる道路がメロディーラインつながっており、このアクセス道路が半島の稜線近くを走っているため絶景道として知られている。半島の先端に向かうと三崎で海岸線に到達し、三崎港フェリーターミナルで国道九四フェリーで国道は海を渡る。メロディーラインではないが、三崎から先の佐田岬までは狭い旧来の道路・愛媛県道256号佐田岬三崎線で、この道路の先の駐車場から更に20分ほど歩く位置に四国最西端の佐田岬がある。

### 沿線
- 道の駅伊方きらら館
- 道の駅佐田岬半島ミュージアム
- 佐田岬
- 大久展望台
- 大久海岸